# Клименко Марія Миколаївна
Клименко Марія Миколаївна (нар. 10 вересня 1924, м. Київ — літо 2000, там само) — українська актриса. Народна артистка УРСР (1979). Нагороди СРСР.

## Життєпис
1940 разом із батьками виїхала у Західну Волинь.
Під час 2-ї світової війни вивезена на примусові роботи до Німеччини; 1946 повернулася до міста Луцьк.
Працювала (1946—1959, 1969—1980) у Волинському музично-драматичному театрі. На сцені Волинського театру вона зіграла свої перші ролі: Таню з драми В. Собка «За другим фронтом», Катрю у п'єсі «Не судилось» Старицького і Таню в однойменній п'єсі О. Арбузова.
1959—1969 — у Тернопільському музично-драматичному театрі (нині академічний театр).

## Ролі
Серед ролей на тернопільській сцені:
- Тетяна («У неділю рано зілля копала» за Ольгою Кобилянською),
- Христя («Повія» за Панасом Мирним),
- Євгенія Дмитрівна («Замулені джерела» Марка Кропивницького),
- Мар'яна, Аза («Оборона Буші», «Циганка Аза» Михайла Старицького),
- Донна Анна («Камінний господар» Лесі Українки),
- Барба («Барба» Я. Масевича),
- Любиня («Сині роси» М. Зарудного) та інші.